# Geraldine (Montana)
Geraldine és una població dels Estats Units a l'estat de Montana. Segons el cens del 2000 tenia 284 habitants.

## Demografia
Segons el cens del 2000, Geraldine tenia 284 habitants, 115 habitatges, i 79 famílies. La densitat de població era de 210,9 habitants per km².
Dels 115 habitatges en un 37,4% hi vivien nens de menys de 18 anys, en un 60,9% hi vivien parelles casades, en un 5,2% dones solteres, i en un 31,3% no eren unitats familiars. En el 29,6% dels habitatges hi vivien persones soles el 13,9% de les quals corresponia a persones de 65 anys o més que vivien soles. El nombre mitjà de persones vivint en cada habitatge era de 2,47 i el nombre mitjà de persones que vivien en cada família era de 3,09.
Per edats la població es repartia de la següent manera: un 29,9% tenia menys de 18 anys, un 5,3% entre 18 i 24, un 25,7% entre 25 i 44, un 17,6% de 45 a 60 i un 21,5% 65 anys o més.
L'edat mediana era de 38 anys. Per cada 100 dones de 18 o més anys hi havia 97 homes.
La renda mediana per habitatge era de 30.893 $ i la renda mediana per família de 36.429 $. Els homes tenien una renda mediana de 25.833 $ mentre que les dones 16.250 $. La renda per capita de la població era de 15.403 $. Aproximadament el 2,4% de les famílies i el 6,5% de la població estaven per davall del llindar de pobresa.

## Poblacions més properes
El següent diagrama mostra les poblacions més properes.